# Augusto Renzini
Augusto Renzini (Nocera Umbra, 24 aprile 1898 – Roma, 24 marzo 1944) è stato un militare italiano, insignito della medaglia d'oro al valor militare alla memoria nel corso della seconda guerra mondiale.

## Biografia
Nacque a Nocera Umbra, provincia di Perugia, il 24 aprile 1898, figlio di Vincenzo e Marianna Buratti.  Appartenente a una modesta famiglia di agricoltori, partecipò alla prima guerra mondiale dal marzo 1917 al novembre 1918 in forza ai reparti mitraglieri Fiat. Chiesto, a guerra conclusa, il passaggio in servizio nell'arma dei carabinieri fu trasferito nel maggio 1920 nella Legione territoriale di Roma dove rimase fino al 1923. Posto in congedo, riprese, nella vita civile, il lavoro di agricoltore. Richiamato in servizio attivo nel gennaio 1942 in forza alla Legione C.C. di Roma, prestò prima servizio alla stazione di Roma-Portonaccio e poi dal 13 aprile 1943 nel 220º Nucleo Carabinieri della Divisione costiera mobilitata. Durante l'occupazione delle caserme dell'Arma della Capitale (7 ottobre 1943) prestava servizio presso la Compagnia Comando della Legione Allievi Carabinieri. Dopo l'armistizio dell'8 settembre 1943 si diede alla lotta clandestina aggregandosi con la qualifica di caposquadra alla formazione partigiana "Generale Caruso", distinguendosi nel reperimento e nella custodia delle armi.  Il 14 febbraio 1944, a seguito di delazione, fu arrestato dalla polizia nazi-fascista nella sua abitazione, ove viveva con la moglie Egiziaca Petrianni e la figlia Anna di 10 anni, e dove teneva occultato l'armamento raccolto. Tradotto nelle segrete di via Tasso, vi subì per 15 giorni torture e vessazioni, sopportate con fermezza d'animo e spirito di sacrificio, mantenendo il più assoluto silenzio. Trasferito a Regina Coeli e ricoverato in infermeria a causa delle gravi lesioni inflittegli durante le sevizie, il 24 marzo fu prelevato dal carcere per essere trucidato alle Fosse Ardeatine, lasciando la vedova e la figlia in situazione economica difficile, alleviata, però, dalla solidarietà degli altri Carabinieri in clandestinità. Venne insignito della medaglia d'oro al valor militare alla memoria.
Alla sua memoria sono stati intitolati il 163º Corso allievi carabinieri ausiliari e la caserma sede della Stazione di Castel del Piano (PG).